# COROT-4
COROT-4 (CoRoT-Exo-4) — звезда, которая находится в созвездии Единорог. Вокруг звезды обращается, как минимум, одна планета.

## Характеристики
COROT-4 представляет собой жёлто-белый карлик главной последовательности с массой и диаметром, равными 1,16 и 1,17 солнечных соответственно. Возраст звезды оценивается приблизительно в 1 миллиард лет. Температура поверхности составляет около 6190 градусов по Кельвину. Звезда получила своё наименование в честь космического телескопа COROT, с помощью которого у неё был открыт планетарный компаньон.

## Планетная система
В 2008 году группой астрономов, работающих в рамках программы COROT, было объявлено об открытии планеты COROT-4 b в данной системе. Это газовый гигант, близко обращающийся к родительской звезде — на расстоянии 0,09 а. е., а поэтому планета классифицируется как горячий юпитер. Масса и радиус планеты равны 0,72 и 1,19 юпитерианских соответственно. Полный оборот вокруг звезды COROT-4 b совершает за 9,2 суток.